# Lpo 94
1994 års läroplan för det obligatoriska skolväsendet (Lpo 94), från 1998 1994 års läroplan för det obligatoriska skolväsendet, förskoleklassen och fritidshemmet (Lpo 94), var en läroplan i Sverige för den obligatoriska grundskolan, särskolan, förskoleklassverksamheten och fritidshemsverksamheten. Lpo94 infördes den 1 juli 1994 då den ersatte grundskolans läroplan Lgr 80. I Lpo94 beskrivs mål och riktlinjer för arbetet inom skolan. För förskolan kom 1998 en anpassad version vid namnet Lpfö 98.
Lpo 94 ersattes av Lgr 11 vid terminsstarten hösten 2011 för de flesta elever. De som gick årskurs 9 läsåret 2011/2012 fortsatte dock att följa den gamla läroplanen. Först läsåret 2012/2013 följde alla elever på grundskolan 2011 års läroplan..

## Nyheter
- Nytt betygssystem, med premiär för barnen födda 1982. Se betyg (Lpo 94).
- Stadieindelningen ("lågstadium", "mellanstadium", "högstadium") avskaffad.
- Tillvalsystemet i de högre årskurserna ändrat.